# Pedrinhas Paulista (kommun)
Pedrinhas Paulista är en kommun i Brasilien.   Den ligger i delstaten São Paulo, i den södra delen av landet, 800 km söder om huvudstaden Brasília. Antalet invånare är 2 936.
Följande samhällen finns i Pedrinhas Paulista:
- Pedrinhas Paulista

Trakten runt Pedrinhas Paulista består till största delen av jordbruksmark. Runt Pedrinhas Paulista är det ganska glesbefolkat, med 23 invånare per kvadratkilometer.